# Общинное право
Общи́нное пра́во — нормативный и институциональный порядок, определяющий взаимные отношения людей в общине, общеобязательность которого обеспечивается этой общиной самостоятельно без участия государства.
К источникам общинного права относятся: правовые обычаи, то есть нормы, которые формируются в ходе многократного применения единообразных юридически значимых действий в сходных ситуациях; правовые установления органов власти общины (общинные нормативно-правовые акты); юридические прецеденты, возникающие в практике общинных судов и иных органов; нормы государственного права, признаваемые данной общиной и применяемые ее органами; нормативные договоры; религиозные тексты и др.
Общинное право возникло в позднепервобытном обществе и было исторически первым типом права. В дальнейшем оно сосуществовало с государственным и иными типами права (см.: правовой плюрализм).
В настоящее время широко применяется в развивающихся странах, особенно у коренных народов. Правоприменительная практика в рамках общинного права имеется у религиозных общин, в экопоселениях (поселениях родовых поместий), в соседских общинах.